# Stockmar (Adelsgeschlecht)

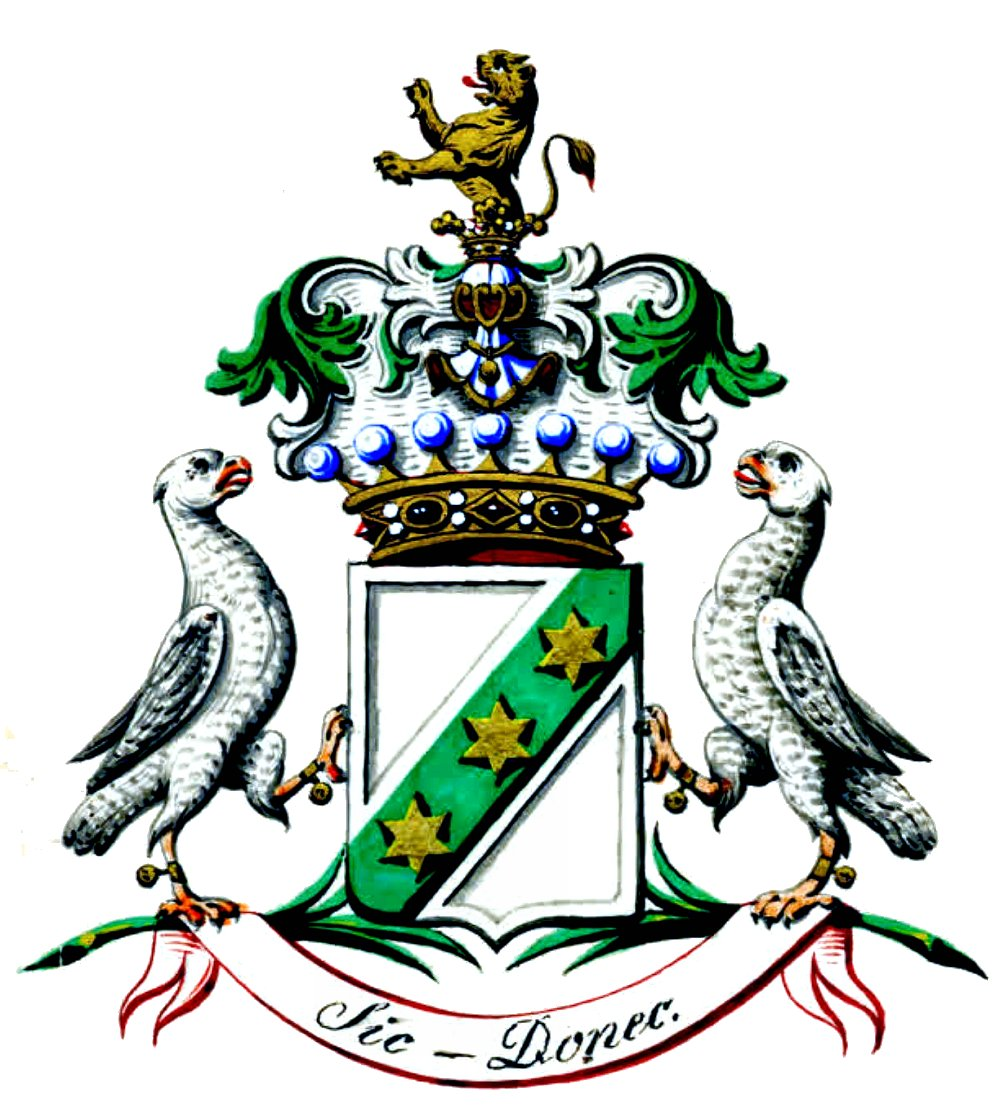
Wappen der Freiherren von Stockmar (1844)

Stockmar ist der Name eines sächsisch-bayerischen Adelsgeschlechts mit Ursprung in Thüringen.

## Geschichte
Das Geschlecht erscheint erstmals 1594 im Kirchenbuch von Suhl in Thüringen und beginnt seine Stammreihe mit Hans Matheus Stockmar († 1690), Oberförster und Wildmeister in Weimar.
Am 31. Oktober 1821 wurde Christian Friedrich Stockmar, Leibarzt des Prinzen Leopold von Sachsen-Coburg, von König Friedrich August I. von Sachsen geadelt. Am 20. Januar 1830 wurde er durch den König Ludwig I. von Bayern in den bayerischen Freiherrenstand erhoben.

## Wappen
Blasonierung

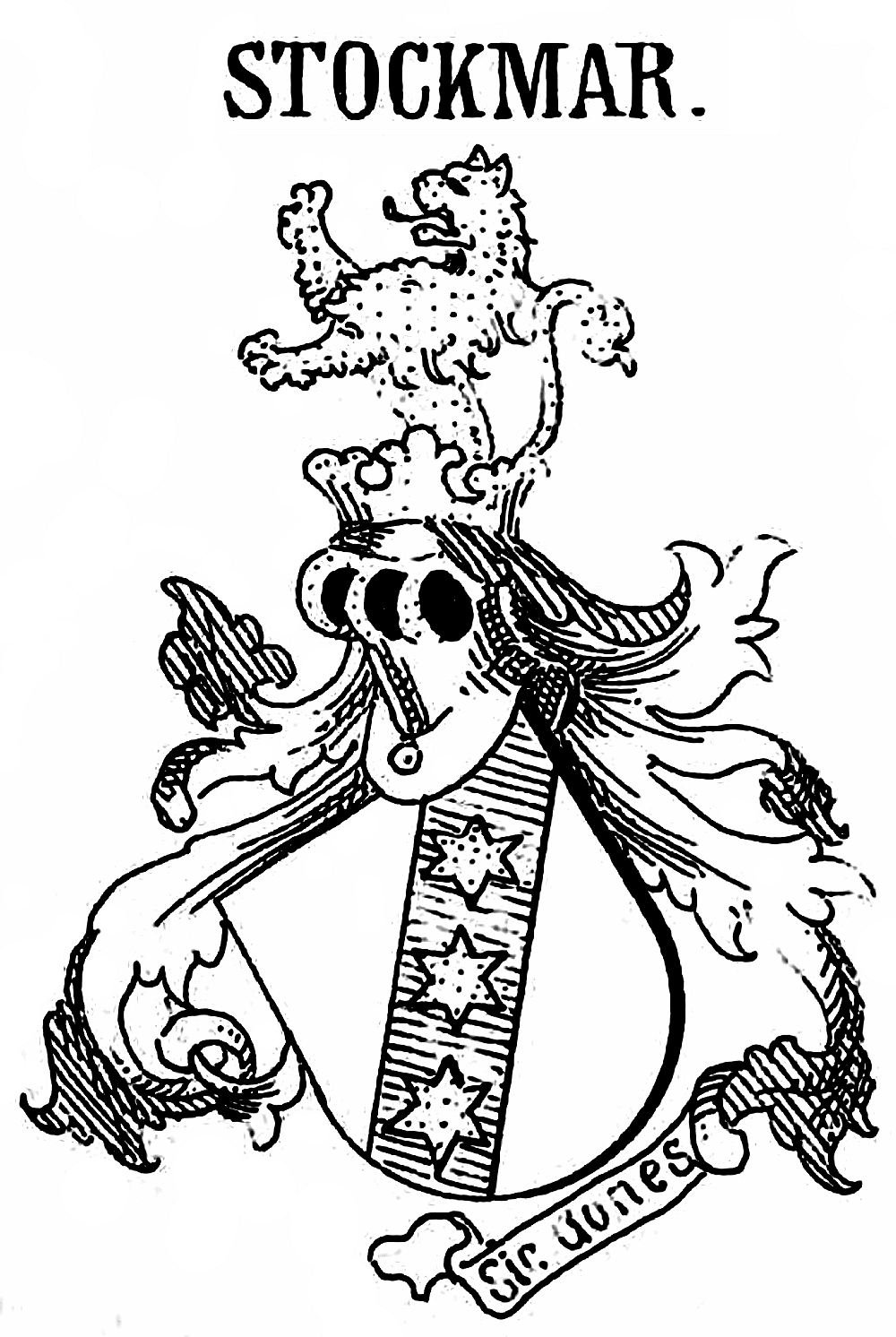
Wappen derer von Stockmar

- 1822: In Silber ein mit drei goldenen Sternen belegter grüner Schräglinksbalken. Auf dem Helm mit grün-silbernen Helmdecken ein wachsender goldener Löwe.
- 1830: Wie 1822; Schildhalter: Zwei natürliche Edelfalken mit goldenen Beinschellen. Wahlspruch: Sic donec.

## Persönlichkeiten
- Christian Friedrich Freiherr von Stockmar (1787–1863), Berater von Königin Victoria und Prinz Albert von Sachsen-Coburg und Gotha
- Ernst Freiherr von Stockmar (1823–1886), Verfassungsrechtler und Historiker, von 1857 bis 1864 Sekretär der preußischen Kronprinzessin Victoria (später: Kaiserin Friedrich), Sohn von Christian Friedrich Freiherr von Stockmar
- Alfred Freiherr von Stockmar (1876–1953), deutscher Verwaltungsjurist